# Eksplozija nad Sredozemljem 2002.
Eksplozija nad Sredozemljem 2002. bila je eksplozija asteroida nad istočnim dijelom središnjeg Sredozemlja, iznad mora, između Libijske obale i Peloponeza i Krete.  Zbila se 6. lipnja 2002. godine.
Eksplozija meteorita zbila se iznad 34° sjeverne zemljopisne širine i 21° istočne zemljopisne dužine. Prema mjerenjima seizmografskih postaja silina eksplozije bila je kao 26 kilotona trotila, što je približno jako silini dviju atomskih bomba bačenih na Hiroshimu ili nevelikoj suvremenoj atomskoj bombi. Neprimjećeni asteroidni objekt promjera 5 - 10 metara eksplodirao je visoko nad morem, pa se pretpostavlja da se raspao pri eksploziji, jer nisu nađene njegove čestice, niti se stvorio udarni krater.
Sretna je okolnost što se nije zbio blizu indijsko-pakistanske granice, jer su međusobni odnosi tih dviju nuklearnih sila tih godina bili krajnje napeti.